# Harry Potter és a Titkok Kamrája (filmzene)

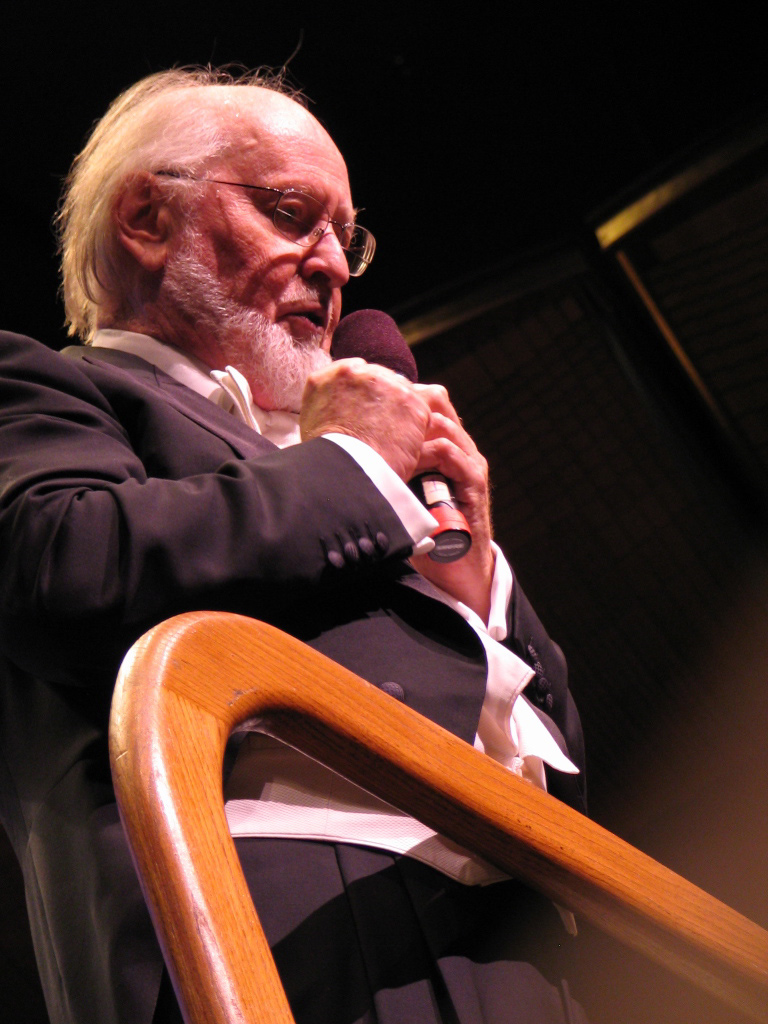
John Williams, a 2. rész zenéjének szerzője (2007-ben)

J. K. Rowling Harry Potter és a Titkok Kamrája című film zenéjét John Williams, a legendás amerikai komponista szerezte. 
Az első részben előforduló zenék jelentős része visszatér, ám Williams emellett számos újabb művel gazdagította a Harry Potter filmzenék listáját. A visszatérő dallamok közé tartozik a Harry's Wondrous World (Harry varázslatos világa), míg az újak képviselője a Gilderoy Lockhart, vagy a Dobby the House Elf.
| Sorszám | Cím (Szabad fordításban)                                                                         | Hosszúság |
| ------- | ------------------------------------------------------------------------------------------------ | --------- |
| 1       | Prologue: Book II and the Escape from the Dursleys (Prológus: II. Könyv és Szökés Dursley-éktől) | 3:31      |
| 2       | Fawkes the Phoenix (Fawkes, a főnix)                                                             | 3:49      |
| 3       | The Chamber of Secrets (A Titkok Kamrája)                                                        | 3:49      |
| 4       | Gilderoy Lockhart (Gilderoy Lockhart)                                                            | 2:05      |
| 5       | The Flying Car (A repülő autó)                                                                   | 4:08      |
| 6       | Knockturn Alley (A Zsebpiszok köz)                                                               | 1:47      |
| 7       | Introducing Colin (Colin bemutatkozik)                                                           | 1:49      |
| 8       | The Dueling Club (A párbajszakkör)                                                               | 4:08      |
| 9       | Dobby the House Elf (Dobby, a házimanó)                                                          | 3:27      |
| 10      | The Spiders (A pókok)                                                                            | 4:32      |
| 11      | Moaning Myrtle (Hisztis Myrtle)                                                                  | 2:05      |
| 12      | Meeting Aragog (Találkozás Aragoggal)                                                            | 3:18      |
| 13      | Fawkes is Reborn (Fawkes újjáéled)                                                               | 3:19      |
| 14      | Meeting Tom Riddle (Találkozás Tom Denemmel)                                                     | 3:38      |
| 15      | Cornish Pixies (Cornwalli Tündérmanók)                                                           | 2:13      |
| 16      | Polyjuice Potion (A százfűlé-főzet)                                                              | 3:52      |
| 17      | Cakes for Crabbe and Goyle (Sütik Craknak és Monstronak)                                         | 3:30      |
| 18      | Dueling the Basilisk (Párbaj a baziliszkusszal)                                                  | 5:02      |
| 19      | Reunion of Friends (Barátok találkozása)                                                         | 5:08      |
| 20      | Harry's Wondrous World (Harry varázslatos világa)                                                | 5:02      |

## Fordítás
- Ez a szócikk részben vagy egészben  a   Harry Potter and the Chamber of Secrets (soundtrack) című angol Wikipédia-szócikk fordításán alapul.  Az eredeti cikk szerkesztőit annak laptörténete sorolja fel. Ez a jelzés csupán a megfogalmazás eredetét és a szerzői jogokat jelzi, nem szolgál a cikkben szereplő információk forrásmegjelöléseként.